# لي مانسيل
لي مانسيل (بالإنجليزية: Lee Mansell)‏ هو لاعب كرة قدم بريطاني في مركز الوسط، ولد في 23 سبتمبر 1982 في غلوستر في المملكة المتحدة. لعب مع أكسفورد يونايتد ونادي بريستول روفيرز ونادي توركي يونايتد ونادي لوتون تاون.

## وصلات خارجية
- لي مانسيل على موقع قاعدة بيانات كرة القدم.إي يو (الإنجليزية)
- لي مانسيل على موقع Soccerbase.com (لاعب) (الإنجليزية)